# Municipio de Trelleborg
El municipio de Trelleborg (en sueco: Trelleborgs kommun) es un municipio de Escania, la provincia más austral de Suecia. Su sede se encuentra en la ciudad de Trelleborg. El municipio actual fue creado en 1967 a través de la fusión de la ciudad de Trelleborg con cinco municipios rurales adyacentes.

## Localidades
Hay 8 áreas urbanas (tätort) en el municipio:
| # | Tätort                       | Población |
| - | ---------------------------- | --------- |
| 1 | Trelleborg                   | 25,643    |
| 2 | Anderslöv                    | 1,680     |
| 3 | Gislövs läge och Simremarken | 1,462     |
| 4 | Smygehamn                    | 1,174     |
| 5 | Skegrie                      | 745       |
| 6 | Beddingestrand               | 644       |
| 7 | Klagstorp                    | 341       |
| 8 | Alstad                       | 252       |

## Ciudades hermanas
Trelleborg está hermanado o tiene tratado de cooperación con:
- Bitola, Macedonia
- Hammerfest, Noruega
- Holbæk, Dinamarca
- Sassnitz, Alemania
- Lübeck, Alemania
- Stralsund, Alemania